# The Big Come Up
| Críticas profissionais | Críticas profissionais |
| Avaliações da crítica  | Avaliações da crítica  |
| Fonte                  | Avaliação              |
| ---------------------- | ---------------------- |
| allmusic               | [ 1 ]                  |

The Big Come Up é o álbum de estreia da banda norte-americana The Black Keys, lançado em 14 de maio de 2002.

## Faixas
Todas as faixas escritas e compostas por Dan Auerbach e Patrick Carney, exceto onde anotado. 
| N.º            | Título                                                             | Duração |  |
| 1.             | "Busted (originalmente intitulado "Skinny Woman") (R.L. Burnside)" | 2:33    |  |
| 2.             | "Do the Rump (Junior Kimbrough)"                                   | 2:37    |  |
| 3.             | "I'll Be Your Man"                                                 | 2:20    |  |
| 4.             | "Countdown"                                                        | 2:38    |  |
| 5.             | "The Breaks"                                                       | 3:02    |  |
| 6.             | "Run Me Down (McKinley Morganfield)"                               | 2:27    |  |
| 7.             | "Leavin' Trunk (tradicional)"                                      | 3:00    |  |
| 8.             | "Heavy Soul"                                                       | 2:08    |  |
| 9.             | "She Said, She Said (John Lennon, Paul McCartney)"                 | 2:32    |  |
| 10.            | "Them Eyes"                                                        | 2:23    |  |
| 11.            | "Yearnin'"                                                         | 1:58    |  |
| 12.            | "Brooklyn Bound"                                                   | 3:11    |  |
| 13.            | "240 Years Before Your Time"                                       | 23:19   |  |
| Duração total: | Duração total:                                                     | 54:08   |  |

## Créditos
- Dan Auerbach — Guitarra, vocal
- Patrick Carney — Bateria, pandeireta, maracas